# 愛乙女☆DOLL
愛乙女★DOLL（らぶりーどーる、略称：らぶどる）は、日本の女性アイドルグループ。Arc Jewel所属。

## 概要
2010年10月に、安達朱鳥（現在、本名・早田有為子として地元・四條畷市で音楽プロデューサーとして活動）プロデュースの「エンジェルプロジェクト」という名義で結成され、11月16日の「Girls Stream!Bubbles!!」でお披露目された。現在はアークジュエル代表の桂田誠がプロデュースを行っている。
グループのキャッチフレーズは「いつでもあなたのお人形♪」。グループ紹介の際に、このキャッチフレーズを言った後に右手の指をＬの形にして右上にあげ「愛乙女☆DOLLです」と続けて言っている。
結成当初から「動員目標」ノルマを課すスタイルのライブを行い、ノルマ達成の暁にはご褒美として何らかの活動企画やファンと共同の企画が実施される。「業界初12ヶ月連続新曲披露公演」と銘打たれた企画で、2011年6月から2012年5月まで、毎月一度の新曲披露公演が行われたが、この企画自体も最初の公演が動員目標を達成したことによって実施が決定された。
『TOKYO IDOL FESTIVAL』には2011年の第2回に初出演以降毎年連続出演している。
2014年4月に日本クラウンからメジャーデビュー、翌2015年５月に新レーベル『FUJIYAMA PROJECT JAPAN』へ移籍。
2016年3月24日、グループ名「愛乙女★DOLL」の★（黒星）を☆（白星）に変え「愛乙女☆DOLL」と改名。
2018年1月1日よりディアステージ所属となる。同事務所のChu☆Oh!DollyとともにArcJewel＆ディアステージの共同マネジメントプロジェクトのもと活動することとなり、ArcJewelプロデューサーの桂田もディアステージ取締役に就任する。
2019年9月6日、ArcJewelとダイキサウンド（インディーズ・アーティストのレコード会社）が、アイドルの新たな可能性を創出していくためのプロジェクトとして立ち上げたアーティスト・レーベル「LOVELY RECORDS」の第一弾リリース・アーティストとなり、同年11月26日にシングル『未来航路』を発表した。
2023年3月26日に行われたラストライブ「愛乙女☆DOLL TOUR2023 『Story』東京公演」をもって、日向・太田・佐倉・前田・星凪・矢野・青山・新穂のメンバー全員が卒業した。
2023年5月21日、愛乙女☆DOLLの複数チーム展開を発表。
2023年6月10日、渋谷STREAMホールで行われた「アイコレ-初夏を彩るグループSP!!!-」にて、愛乙女☆DOLL(チームL)&らぶけんが始動。

## 略歴
2010年10月、安達朱鳥プロデュースの「エンジェルプロジェクト」という名義で結成され、11月16日に行われた「Girls Stream!Bubbles!!」でお披露目。（ライブデビューは11月27日）
2011年4月2日に行われた「Girls Stream!Bubbles!!Vol.5」にて、花園まゆが卒業。4月12日、愛乙女★DOLLオフィシャルブログ(仮)がスタート。5月14日に行われた「鎌田紘子Presents アイドル☆百花繚乱 Vol.2」にて岩崎夢生、芦崎麻耶がお披露目。
2012年7月31日に行われた定期公演にて、休業中の管野まりなのアンダーとして四期研究生のハルナ(日向春菜)、都築かながお披露目。
8月12日に行われた「管野まりな卒業公演」にて、管野まりなが卒業。9月2日に行われた「主催ライブ」にて、岩田あかねが卒業。
9月11日に行われた定期公演にて、四期研究生として加入した佐野友里子がお披露目。12月30日に行われた2マンライブにて、四期研究生ハルナ、都築かな、佐野友里子の正規メンバー昇格が発表された。
2013年4月13日に行われた「3rdワンマンライブ」にて、リーダーを愛迫みゆから岩崎夢生に交代することが発表された。
2014年1月22日に行われた定期公演にて、4月9日に日本クラウンからメジャーデビューすることが発表された。
2015年4月4日に行われた昼公演「新メンバーお披露目ライブ2015」にて、太田里織菜、佐倉みき、中川梨来、吉橋亜理砂がお披露目。夜公演「岩崎夢生卒業ライブ」にて、２代目リーダー岩崎夢生が卒業。5月5日に行われた「芦崎麻耶・都築かな W(ダブル)卒業ライブ」にて、芦崎麻耶、都築かなが卒業。
5月8日、アソビシステムとアイドル横丁が設立した新レーベル『FUJIYAMA PROJECT JAPAN』へ移籍。
2016年3月24日に行われた5周年記念ツアーファイナル公演にて、「愛乙女★DOLL」という名称から★（黒星）を☆（白星）に変えた「愛乙女☆DOLL」に改名すると発表。
7月18日、新メンバーとして安藤笑が加入することが発表され 、8月5日の「TOKYO IDOL FESTIVAL2016」HOT STAGEでお披露目。9月13日に行われた定期公演にて、佐野友里子が2015年4月4日の岩崎夢生卒業ライブ以降不在となっていたリーダーになることが発表された。
12月17日に行われた「Jewel Beat!! 2016 Winter」にて2017年からの新体制として、中川梨来がじぇるの！に、吉橋亜理砂がAnge☆Reveに移籍することと6期研究生朝比奈花恋が正規メンバー昇格することが発表された。
2017年1月21日に開幕したアイドル対抗フットサルリーグ『バロンiドール杯』に参加（のちにFCアークジュエルとしての参加に変更）。1月23日に行われた「愛乙女☆DOLL８人ラスト公演 」にて、吉橋亜理砂、中川梨来が卒業とともに移籍。1月27日、太田里織菜がヤングアニマルの2017年YAグラ姫準グランプリを受賞。2月7日、DMMにて授賞式が行われた。
3月10日から3月20日までの期間限定ユニットとして佐野、ハルナ、佐倉、安藤、朝比奈の5名による『L☆5(from愛乙女☆DOLL)』が結成された。4月2日に行われた「Jewel Beat!!2017」にて、24ヶ月連続ワンマンライブ開催することが発表された。11月7日、バロンiドール杯2ndシーズンに1stシーズン初期と同じく愛乙女☆DOLLとして参加。12月1日に行われた「DEARSTAGE SHOWCASE 2017 WINTER」にて、翌年1月1日よりディアステージ所属となることが発表された。
2018年4月15日に行われた「Lovely Fighter!!vol.13 新横浜編」にて、『L☆5(from愛乙女☆DOLL)』が1曲披露した。6月10日に行われた「Lovely Fighter!!〜Road to Brand-New-Stage〜７つの星が描く軌跡vol.15福岡編」にて、朝比奈花恋が卒業。8月5日に行われた「TOKYO IDOL FESTIVAL2018」最終日のSMILE GARDENにて、安藤笑が卒業し、新グループJewel☆Cielに移籍。
2019年2月9日に行われた「ArcJewelバレンタインライブ2019」にて、初期メンバーとして活動してきた愛迫みゆが卒業することを発表した。6月4日、24カ月連続ワンマンライブ企画で披露した新曲16曲が収録されたアルバム「Lovely Fighter!!」をリリース。6月16日に行われた「ハルナバースデーライブ2019」にて、ハルナが本名の「日向春菜（ひなた はるな）」に改名することが発表された。
7月1日に行われた「愛乙女☆DOLL愛迫みゆ卒業ライブ」にて、愛迫みゆが卒業。サプライズゲストに芦崎麻耶が出演。7月29日、SHOWROOM配信にて、前田美咲、星凪桃佳をお披露目。
2021年6月19日に行われた「もっとでっかくDECADOLL!!～らぶどる10年の軌跡～Vol.4東京公演＠キネマ倶楽部」にて、矢野美優をお披露目。7月10日に行われた「AJ Golden Week → Summer Special LIVE 2021 in Zepp Tokyo」にて、リーダー佐野友里子が、2021年12月開催予定「愛乙女☆DOLL 10 周年記念ワンマンライブ ファイナル公演」をもって卒業することを発表。10月22日に「Zeppを埋められるような力をもっと付けて全力で挑みたい」という佐野の意向により、卒業時期が2022年3月に延期となることを発表。11月21日に2022年1月16日にZepp Diver City Tokyoにて卒業記念ライブと1月23日に東京キネマ倶楽部の生誕祭をもって卒業することを発表。新リーダーについての発表はなかったため、不在となった。
2022年2月12日に行われた「ArcJewelバレンタインライブ2022〜よみうりランドでらんらん♡バレンタイン〜」にて、青山玲奈、新穂貴城をお披露目。9月30日にAKIBAカルチャーズ劇場行われた「愛乙女☆DOLL単独公演」にて、2023年3月をもって現体制の終了が発表された。その後、メンバー全員がTwitterで愛乙女☆DOLLからの卒業を発表し、翌2023年3月26日に行われたラストライブ「愛乙女☆DOLL TOUR2023 『Story』東京公演」をもって、日向・太田・佐倉・前田・星凪・矢野・青山・新穂のメンバー全員が卒業した。そして同年4月18日に新メンバーオーディションを行うことを発表し、グループの自然消滅を回避した。
2023年5月21日、愛乙女☆DOLL7期研究生の如月優衣、佐々木美紅の愛乙女☆DOLL(チームL)への昇格を発表。5月24日、Jewel☆Rougeの三戸りりかの愛乙女☆DOLL（チームL）メンバーとして活動することを発表。9月30日、8月末から休養していた彩良菜月が10月7日から活動再開することと、9月2日から休養していた佐嘉本りおが9月30日をもってらぶけんより脱退となったことを発表。10月1日、らぶけんの橋本美波が「愛乙女☆DOLL（チームL）」に昇格となったこと、10月11日の『愛乙女☆DOLL（チームL）＆らぶけん公演』が合同で行う最後の公演となることを発表。
2024年3月6日、佐々木美紅が4月21日開催の愛乙女☆DOLL（チームL）1stワンマンライブ『Connect』をもって卒業することを発表。3月30日、星野千那、咲舞のどかが新メンバーとして4月21日開催の愛乙女☆DOLL（チームL）1stワンマンライブ『Connect』にてプレデビューし、4月28日『アイドルジェネレーション vol.63 ゴールデンウィークSP』より活動することを発表。同11月16日、GOTANDA G7でのライブをもって橋本美波が卒業し、正規メンバーが4人に減少したが、同12月4日より、Jewel☆Gardenの真田美璃がアンダーメンバーとしてらぶどるに参加している。
2025年5月10日、Zepp Shinjukuで行われた、「愛乙女☆DOLL（チームL）2ndワンマンライブ～Progress～」にて三戸りりかが卒業。桃乃あやが加入。
グループ名から（チームL）が取れ、☆が初期の★に戻り、初期名である愛乙女★DOLLとして復活。
2025年7月5日、東京キネマ倶楽部で行われた「ArcJewel納涼まつり!!2025」にてJewel☆Garden Roseより積木三ツ見が加入。神楽彩加がアンダーメンバーとして加入。これまで非公式であったメンバーカラーが公式化。

## メンバー

### 愛乙女★DOLL
| 名前                     | ニックネーム | 生年月日               | 出身地 | メンバー カラー | 備考 |
| ------------------------ | ------------ | ---------------------- | ------ | --------------- | --- |
| 如月優衣 きさらぎ ゆい   | ゆいぽん     | 1998年9月7日（26歳）   | 兵庫県 | ピンク          | 7期研究生から昇格 READY TO KISS元メンバー KissBee Youth元メンバー                                                                |
| 星野千那 ほしの ゆきな   | ゆっきー     | 1999年2月6日（26歳）   | 北海道 | 青              | 2024年4月21日プレデビュー Jewel☆Mare&Rouge元メンバー                                                                             |
| 咲舞のどか さくま のどか | のどか       | 1996年7月31日（29歳）  | 東京都 | 赤              | 2024年4月21日プレデビュー Jewel☆Mare&Rouge元メンバー                                                                             |
| 真田美璃 さなだ みり     | みりち       | 1996年12月10日（28歳） | 岡山県 | 白              | 2024年12月4日よりアンダーメンバーとして参加。 Jewel☆Gardenメンバー エラバレシ元メンバー                                          |
| 桃乃あや とうの あや     | あやちゃん   | 9月19日                | 千葉県 | 水色            | 2025年5月10日に加入 セカモノ元メンバー                                                                                           |
| 積木三ツ見 つみき みつみ | つみ吉       | 2006年1月5日（19歳）   | 愛知県 | 黄              | 2025年7月1日にJewel☆Garden Roseから昇格 元Jewel☆Garden Roseメンバー                                                              |
| 神楽彩加 かぐら あやか   | あやぴ       | 5月29日                | 静岡県 | 紫              | 2025年7月1日にJewel☆Garden Roseから アンダーメンバーとして参加することが決定 元Jewel☆Garden Roseメンバー                         |
| 元メンバー               |              |                        |        |                 | |
| 佐々木美紅 ささき みく   | みく         | 1998年3月19日（27歳）  | 東京都 |                 | 転校少女*元メンバー、Girl's Time元メンバー、7期研究生から昇格 2024年4月21日卒業 2025年4月1日美味しい曖昧加入（「穂乃歌みくる」） |
| 橋本美波 はしもと みなみ | みんちゃん   | 2月24日                | 千葉県 |                 | 2023年10月1日7期研究生から昇格 2024年11月16日卒業                                                                                |
| 三戸りりか みと りりか   | みとちゃん   | 1999年1月12日（26歳）  | 大阪府 |                 | Jewel☆Rouge元メンバー 2025年5月10日卒業                                                                                          |

### グループ活動時の元メンバー
| 名前                       | ニックネーム | 加入期 | 生年月日               | 血液型 | メンバー カラー | 卒業日                        | 備考                                                                                  |
| -------------------------- | ------------ | ------ | ---------------------- | ------ | --------------- | ----------------------------- | ------------------------------------------------------------------------------------- |
| 花園まゆ はなぞの まゆ     | まぁゆ       | 1期    | 1990年6月1日（35歳）   | A型    |                 | 2011年4月2日                  |                                                                                       |
| 管野まりな かんの まりな   | まりまり     | 1期    | 1991年5月16日（34歳）  | A型    | 白              | 2012年8月12日                 |                                                                                       |
| 岩田あかね いわた あかね   | あーちゃん   | 1期    | 1989年12月13日（35歳） | O型    | 赤              | 2012年9月2日                  |                                                                                       |
| 岩崎夢生 いわさき ゆき     | ゆきりん     | 2期    | 1992年10月16日（32歳） | A型    | オレンジ        | 2015年4月4日                  | 二代目リーダー(2013年4月13日から卒業まで) Tokyo Flamingoプロデューサー(2020年3月解散) |
| 芦崎麻耶 あしざき まや     | まややん     | 2期    | 1993年3月18日（32歳）  | O型    | 紫              | 2015年5月5日                  |                                                                                       |
| 都築かな つづき かな       | かにゃん     | 4期    | 1995年1月28日（30歳）  | O型    | 水色            | 2015年5月5日                  |                                                                                       |
| 吉橋亜理砂 よしはし ありさ | ありえる     | 5期    | 1996年3月12日（29歳）  | O型    | 青              | 2017年1月23日 Ange☆Reveへ移籍 | 元iDOL Street e-Street TOKYO                                                          |
| 中川梨来 なかがわ りら     | りらぴよ     | 5期    | 1999年7月24日（26歳）  | AB型   | オレンジ        | 2017年1月23日 じぇるの!へ移籍 | 元Jewel Kiss                                                                          |
| 朝比奈花恋 あさひな かれん | かれん       | 6期    | 1994年1月20日（31歳）  | A型    | オレンジ        | 2018年6月10日                 | 元らぶけん6期                                                                         |
| 安藤笑 あんどう えみ       | ぇみちぃ     | 5.5期  | 1995年8月7日（30歳）   | O型    | 紫              | 2018年8月5日 Jewel☆Cielへ移籍 | 元Star☆T 2021年10月からAnge☆Reveメンバー                                              |
| 愛迫みゆ あいさこ みゆ     | みーたん     | 1期    | 1991年11月30日（33歳） | O型    | ピンク          | 2019年7月1日                  | 元AKB48 7期研究生（上遠野瑞穂） 初代リーダー（2013年4月13日まで）                     |
| 佐野友里子 さの ゆりこ     | ゆりりん     | 4期    | 1992年1月22日（33歳）  | O型    | 黄              | 2022年1月23日                 | 元AKB48 8期研究生。 三代目リーダー（2016年9月13日から卒業まで)                        |
| 日向春菜 ひなた はるな     | ハルナンデス | 4期    | 1999年6月16日（26歳）  | O型    | 黄              | 2023年3月26日                 | 2019年6月15日までは「ハルナ」で活動 2022年2月12日よりメンバーカラー緑を黄色に変更     |
| 太田里織菜 おおた りおな   | りおぴょん   | 5期    | 1996年12月31日（28歳） | O型    | 赤              | 2023年3月26日                 | 元NMB481期生(チームM)、妹はSKE48の太田彩夏 YAグラ姫2017準グランプリ。                 |
| 佐倉みき さくら みき       | みきぽん     | 5期    | 1995年9月6日（29歳）   | A型    | 白              | 2023年3月26日                 |                                                                                       |
| 前田美咲 まえだ みさき     | みさき       | 7期    | 1997年2月15日（28歳）  | O型    | ピンク          | 2023年3月26日                 | 元Stella☆Beats。風和里の前田好美は妹                                                  |
| 星凪桃佳 せな ももか       | ももりん     | 7期    | 1999年4月21日（26歳）  | A型    | 紫              | 2023年3月26日                 | 元No,SateLight                                                                        |
| 矢野美優 やの みゆう       | みょん       | 8期    | 1993年10月17日（31歳） | O型    | 青              | 2023年3月26日                 | 元MAPLEZ、元Meteonomicon                                                              |
| 青山玲奈 あおやま れいな   | れいにやん   | 9期    | 1994年6月29日（31歳）  | O型    | 緑              | 2023年3月26日                 | 元フラップガールズスクール、Jewel☆Neigeから移籍                                       |
| 新穂貴城 にいぼ きしろ     | きいちゃん   | 9期    | 1994年4月15日（31歳）  | A型    | オレンジ        | 2023年3月26日                 | 元LOVE SPEARES、元Stella☆Beats、元らぶけん6期。 妹は未完成リップスパークルの新穂純麗  |

### 変遷
| 期間                           | 愛乙女☆DOLL（チームL）                                                   |
| ------------------------------ | ------------------------------------------------------------------------ |
| 2023年6月10日 - 2023年9月30日  | 如月優衣、佐々木美紅、三戸りりか                                         |
| 2023年10月1日 - 2024年4月20日  | 如月優衣、佐々木美紅、三戸りりか、橋本美波                               |
| 2024年4月21日                  | 如月優衣、佐々木美紅、三戸りりか、橋本美波、星野千那、咲舞のどか         |
| 2024年4月28日 - 2024年11月16日 | 如月優衣、三戸りりか、橋本美波、星野千那、咲舞のどか                     |
| 2024年11月17日 - 2024年12月3日 | 如月優衣、三戸りりか、星野千那、咲舞のどか                               |
| 2024年12月4日 - 2024年5月10日  | 如月優衣、三戸りりか、星野千那、咲舞のどか、真田美璃                     |
| 2024年5月10日 - 2025年7月4日   | 如月優衣、星野千那、咲舞のどか、真田美璃、桃乃あや                       |
| 2024年7月5日 - 現在            | 如月優衣、星野千那、咲舞のどか、真田美璃、桃乃あや、積木三ツ見、神楽彩加 |

## 作品

### 配信（オリジナル曲）
| 配信開始日    | タイトル           | 楽曲制作者                       | 備考   |
| ------------- | ------------------ | -------------------------------- | ------ |
| 2024年4月26日 | 煌めきのメロディー | 作詞・作曲・編曲：ハマサキユウジ | [ 47 ] |

## ライブ

### ワンマンライブ
| 公演日        | 公演名                                  | 会場      | 備考                                                             |
| ------------- | --------------------------------------- | --------- | ---------------------------------------------------------------- |
| 2024年4月21日 | 愛乙女☆DOLL（チームL）1stワンマンライブ | harevutai | 佐々木卒業、星野、咲舞プレデビュー、「煌めきのメロディー」初披露 |

### 定期公演
| 公演期間                      | 公演名                               | 会場       |
| ----------------------------- | ------------------------------------ | ---------- |
| 2023年6月21日～2023年10月11日 | 愛乙女☆DOLL（チームL）＆らぶけん公演 | GOTANDA G4 |
| 2023年11月8日～               | 愛乙女☆DOLL（チームL）公演           | GOTANDA G4 |

### 研究生公演
2013年から2014年5月の四期研究生による公演
- 愛乙女★DOLL研究生ゼミナール（隔週月曜日、2013年2月18日～12月29日、押上WALLOP）
- らぶ☆けんゼミナール（2014年1月25日、押上WALLOP）
- らぶけん!〜夢に続く金曜日〜（毎週金曜日)

- 2013年4月5日～6月28日、TwinBox AKIHABARA
- 2013年7月12日～8月2日、上野BRASH
- 2013年9月6日～9月27日、TwinBox AKIHABARA　- 愛乙女★DOLL研究生 1stワンマンライブへの道
- 2013年9月の4週連続（1部＋2部合計動員数）で150名を達成できたら愛乙女★DOLL研究生初のワンマンライブが開催される。なお、1部はフリーライブとなっている。
6日の合計動員数……246名 - 達成
13日の合計動員数……208名 - 達成
20日の合計動員数……210名 - 達成
27日の合計動員数……221名 - 達成
- 2013年10月11日～12月27日、TwinBox AKIHABARA
- 愛乙女★DOLL研究生 1stワンマンライブ（2013年10月20日、吉祥寺CLUB SEATA）

- らぶけん!〜夢に続く金曜日〜愛乙女★DOLL研究生 1stワンマンライブへの道での連続動員が4週連続（1部＋2部合計動員数）で150名を達成したため開催。
- ワンマンを開催したことにより次の目標として2013年10月27日開催の「アイドル横丁新聞杯!!〜10月の陣〜」にて愛乙女★DOLL研究生が優勝したら、脱・研究生となり、オリジナル曲やCDデビューを目指す新プロジェクトが始動される。 - 未達成
- 愛乙女★DOLL研究生 1周年記念ライブ〜さよならで終わりなんかじゃない。いつかココで笑い合おう。愛乙女★DOLL研究生と呼ばれた日〜（2013年12月23日、吉祥寺CLUB SEATA）

- 2013年12月24日より『愛乙女★DOLL研究生』は『らぶ☆けん』と改名
- 2014年2月2日より『らぶ☆けん ルーチェ』（リーダー宇佐美幸乃、桧垣果穂 、板山紗織 、咲本美桜 、錦織めぐみ）と『らぶ☆けん ステラ』（リーダー星野愛菜、笹木ありさ、桜木琴歌、七瀬望美）の2グループへわかれる。また後日新メンバーが加入することも発表。
- らぶけん!〜夢に続く金曜日。ふたつの道〜（2014年1月10日～2月28日、毎週金曜日、TwinBox AKIHABARA）

- Last Missionとして、らぶ☆けん定期公演での「累計1,000名」動員。達成グループは「オリジナル曲製作」「新衣装製作」「正式グループ名を決定し、脱研究生」のご褒美を実施。
2013年12月27日分と1月公演分はお目当てメンバーをカウントし所属グループの動員数に計上される。
- 1月31日公演 - 9人体制ファイナル！
2月公演から○部ルーチェ、○部ステラの2部制になり、毎週1部と2部を入れ替えて開催し、グループの動員数に計上される。
2月の４公演（7日、14日、21日、28日）において『私を目黒ＦＭに連れてって。行き先はIDOL ST＠TIONだよ』投票企画
- らぶ☆けんLuce（ルーチェ）×Stella（ステラ）2マンライブ（2014年2月2日、吉祥寺CLUB SEATA）

- アヤのらぶ☆けんStella加入を発表
- らぶ☆けん定期公演日曜版～目黒FM出演チーム発表SP～（2014年3月2日、TSUTAYA O-CREST）

- 第1部『目黒FM出演チーム発表ライブ！』 、第2部『目黒FM出演決定チームライブ』ステラ、第3部『次回ガンバロウチームライブ』ルーチェ
- らぶけん!〜夢に続く金曜日。ふたつの道〜（2014年3月7日～5月16日、毎週金曜日、TwinBox AKIHABARA)

- 3月21日にルーチェ、3月28日にステラが1000名動員達成
- 4月4日、4月11日 動員1000人達成ありがとうフリーライブ
- 4月25日 らぶ☆けんLuce（ルーチェ）のユニット名『Luce Twinkle Wink☆』が発表された。
- らぶ☆けん金曜定期公演ファイナル～さよならぶ☆けん！光と星の進む道、始まりの旅～（5月23日)

- らぶ☆けんStella（ステラ）のユニット名『Stella☆Beats』が発表された。
- ArcJewel 新人公演〜未来へのステージ〜（毎週水曜日、2014年4月2日～6月25日（10公演）、AKIBAカルチャーズ劇場）

- 愛乙女★DOLL 水曜定期公演の1部として、らぶ☆けん（ルーチェ）&らぶ☆けん（ステラ）の合同で開催
vol.7（5月28日）からLuce Twinkle Wink☆、Stella☆Beatsの合同で開催
2016年の6期研究生による公演
- 愛乙女★DOLL6期研究生単独公演（2016年1月9日、1月30日、3月19日、TSUTAYA O-Crest）
- 愛乙女★DOLL6期研究生単独公演Vol.3～らぶけん新メンバーお披露目公演～（2016年2月11日、TwinBox GARAGE）
- らぶけん（愛乙女☆DOLL6期研究生）木曜公演 （2016年4月21日、5月5日、TwinBox GARAGE）
- らぶけん（愛乙女☆DOLL6期研究生れ金曜公演～昭和の日公演～（2016年4月29日、TwinBox AKIHABARA）
- らぶけん（愛乙女☆DOLL6期研究生）水曜公演（2016年5月4日、TwinBox GARAGE）- ゲスト：リンクSTAR's候補生
- らぶけん定期公演～もう研究生とは言わせない！私たちだけでも出来るもん♪～（TwinBox GARAGE）

- 2016年10月20日 - 11月10日 - 12月8日 - 12月22日
7期研究生による単独公演
- 愛乙女☆DOLL7期研究生単独公演（GOTANDA G4）

- 2023年4月5日、4月26日、5月25日（GOTANDA G7）、6月7日

## 研究生略歴

### 三期生
三期生として、為近あんな、権田夏海、外崎梨香、綾森あおい、小島瑠那の5名が加入。ただし、他の4名より先に加入していた為近が愛乙女★DOLLのライブにアンダー（正規メンバーの代理）として数回出演したことがあるだけで、他のメンバーは愛乙女★DOLL名義での活動実績はない。三期生全員でDoll☆Elementsという姉妹グループを結成し活動している。お披露目日は2011年12月17日であり、Doll☆Elementsの結成当初は主に愛乙女★DOLLのオリジナル曲を中心にライブを行っていたが、2012年後半からはオリジナル曲を含めたセットリストになっている。Doll☆Elementsは、2013年7月3日にドリーミュージックよりメジャーデビューが決まった。
なお、為近は2012年8月9日をもってDoll☆Elementsを脱退。綾森も2013年12月17日をもってDoll☆Elementsを卒業した。
その後独自に新メンバーを加入させて、結成当初からの5人体制を維持しつつ活動を続けてきたが、2017年1月14日開催のライブをもってDoll☆Elementsは解散した。

### 四期生(らぶ☆けん)
2012年7月31日の定期公演で休業中の管野まりなのアンダーとして、四期研究生ハルナ、都築かながステージデビュー。2013年9月4日四期研究生に加入した佐野友里子が9月11日の定期公演でお披露目される。 
2012年12月29日に四期生オーディション追加募集で最終選考に残った7人(桜木琴歌、桧垣果穂、宇佐美幸乃、雛月麻衣、星野愛菜、笹木ありさ、松戸ミラノ)がブログで紹介され、翌12月30日、吉祥寺CLUB SEATAで行われた「愛乙女★DOLL&Doll☆Elements 2マンライブ!! 」のオープニングアクトとしてステージデビュー。その日に都築かな、ハルナ、佐野友里子の正規メンバー昇格が発表された。
2013年からライブ等活動を開始し、通称「らぶけん」と呼ばれていた。
2013年3月22日に松戸ミラノがアイドル引退するため、3月31日に雛月麻衣が就職のため、研究生を脱退。3月25日に板山紗織、4月5日に深沢紗希、5月17日に錦織めぐみ（現・詩之本めぐみ）、七瀬望美が加入。
2013年12月24日よりらぶ☆けんに改名され、2014年2月2日より『らぶ☆けん ルーチェ』と『らぶ☆けん ステラ』の2グループへ分かれ、脱研究生へ向けた定期公演を実施することとなった。2月21日にステラ新メンバーアヤがお披露目された。
2014年1月から3月にかけて行われた定期公演での累計1,000名動員を達成し、2014年4月から、らぶ☆けん ルーチェがLuce Twinkle Wink☆として5月から、らぶ☆けん ステラがStella☆Beatsとして活動している。Luce Twinkle Wink☆は、2015年11月25日にNBCユニバーサル・エンターテイメントジャパンよりメジャーデビューが決まった。

### 6期生(らぶけん)
2015年12月から6期研究生七宮さとり、大原莉奈、新穂貴城、原姫子、倉田かすみ、朝比奈花恋、神崎祐奈の7名で活動を再開。12月1日に愛乙女★DOLL定期公演のオープニングアクトでデビュー。
単独公演のほかに愛乙女★DOLL定期公演や、Stella☆Beats定期公演にも参加していた。2016年1月に大原が留学のため休業、2月にさいごうみずき、4月に松脇朱里が加入。6月に神崎がChu☆Oh!Dollyに、7月に松脇がAnge☆Reveに、新穂がStella☆Beatsに昇格により卒業、8月に山元美亜、今木なこが加入。9月に体調不良により山元が脱退。元じぇるの！メンバー和田帆乃夏がらぶけんメンバーとして復帰。
2016年12月17日の「Jewel Beat!! 2016 Winter」にて2017年からの新体制として、朝比奈が愛乙女★DOLLメンバーに、さいごうがAnge☆Reve候補生に、倉田、今木、和田がじぇるの！メンバーになることと、七宮、原の卒業が発表された。12月31日の「ArcJewelカウントダウンライブ2016→2017」第1部公演がラストライブとなった。

### 7期生(らぶけん)
2023年2月より、橋本美波、彩良菜月、羽月りこ、七瀬玲、佐嘉本りお、水瀬こころ、如月優衣の7名で活動を再開。また、3月に佐々木美紅が加入。
2023年5月21日、如月優衣、佐々木美紅が愛乙女☆DOLL(チームL)に昇格。
2023年6月7日、『愛乙女☆DOLL7期研究生単独公演 Vol.4』をもって羽月りこが卒業。6月8日からJewel☆Mare&Rougeのメンバーとして活動開始。
2023年10月19日、公式ブログにて、らぶけん新メンバー香坂光海を発表。
2024年3月1日、公式ブログにて、らぶけん7期生が3月23日開催の「Jewel Case!! in harevutai」をもって活動を終了することを発表。彩良菜月、香坂光海は3月24日よりArcJewel新プロジェクトユニット『Jewel☆Garden』メンバーとして活動。七瀬玲、水瀬こころは、らぶけんとしての活動を終了。。

## ノルマ
不定期に研究生の昇格や新プロジェクト始動の課題として来場者数ノルマ等が課せられる。12ヶ月連続新曲披露公演でのノルマ以外で行われたのは以下の時である。
- 愛乙女★DOLL 2ndワンマンライブ（2012年9月30日 Shibuya O-WEST）

- ノルマ：動員目標300名達成
- ご褒美：研究生（都築、ハルナ、佐野）3名の正規メンバー昇格および年内アルバム発売
結果：ノルマに届かず未達成
- アイドル横丁新聞杯優勝したらもう研究生じゃないよね?らぶどるに続け!〜らぶけん、優勝への道〜

- 対象：宇佐美、桜木、笹木、桧垣、星野、板山、深沢、錦織、七瀬の9名
- ノルマ：「アイドル横丁新聞杯!!〜10月の陣〜」（10月27日開催）で愛乙女★DOLL研究生が優勝
- ご褒美：脱・研究生＆オリジナル曲やCDデビューを目指す新プロジェクトが始動
結果：4位のため未達成
- ノルマ：「アイドル横丁新聞杯!!〜11月の陣〜」（11月16日開催）で愛乙女★DOLL研究生が優勝したら新プロジェクト
- ご褒美：脱・研究生＆オリジナル曲やCDデビューを目指す新プロジェクトが始動
結果：準優勝のため未達成
- 「Last Misson【らぶ☆けん定期公演での「累計1,000名」動員】」

- 対象：らぶ☆けん(Luce)宇佐美、深沢、板山、桧垣、錦織の5名及びらぶ☆けん(Stella)星野、笹木、桜木、七瀬、アヤの5名
- ノルマ：12月27日〜1月及び3月の定期公演での「累計1,000名」動員
- ご褒美：オリジナル曲製作、新衣装製作、正式グループ名を決定し、脱研究生
結果：らぶ☆けん(Luce) 2014年3月21日で累計1,000名動員 - 達成
結果：らぶ☆けん(Stella) 2014年3月28日で累計1,000名動員 - 達成
- 「ルーチェvsステラ：光と星の大決戦! 〜未来を掴む5番勝負。PV・タイアップ獲得バトル!〜 」

- 対象：Luce Twinkle Wink☆宇佐美、深沢、板山、桧垣、錦織の5名及びStella☆Beats星野、笹木、桜木、七瀬、アヤの5名
- ノルマ：2014年5月24日〜6月30日までの定期公演動員、生写真セールス、パフォーマンス投票、生メール登録数、知名度向上(twitterフォロー数)の5項目で上回った項目が多いグループが勝利
- ご褒美：CD先行発売とPV制作＆タイアップ権利獲得
結果：Luce Twinkle Wink☆の勝利。CD発売決定
- 「セツナツ、ダイバー」ユニットバトル[90]

- 対象：タイプC収録曲歌唱メンバー芦崎、愛迫、ハルナの3名及びタイプD収録曲歌唱メンバー都築、岩崎、佐野の3名
- ノルマ：「セツナツ、ダイバー」発売初週の売り上げの多いユニットが勝利
- ご褒美：勝利したユニット曲のPV制作＆雑誌での特集記事掲載獲得
結果：タイプC収録曲歌唱メンバー芦崎、愛迫、ハルナの勝利。

## 出演

### テレビ
- つんつべ♂（2011年7月22日 - 2012年12月14日、TOKYO MX）
- 秋葉系アイドルチャンネル（2011年8月11日、BS11）
- 爆笑 大日本アカン警察「秋のアカン芸能人マルマルモリモリみんなタイホだ!スペシャル」（2011年9月25日、フジテレビ）
- ランク王国（2012年10月20日、TBS）
- ウタ娘 オープニング・エンディングテーマ『ビターチョコ・バレンタイン』（2013年1月18日 - 1月25日 、テレビ埼玉）PVメイキング特集コーナー
- ウタ娘 （2013年8月16日、テレビ埼玉）トークコーナー＆ライブ
- musicるTV（2013年12月度マンスリーアーティスト、テレビ朝日他）
- スマホにゃアイドル スマホちゃん（2014年4月28日 - 5月23日、NOTTV）
- アイドルお宝くじ (2014年10月3日、2015年1月24日、テレビ朝日)
- アイドル応援バラエティ　千原せいじのバズ☆ドル (2015年10月4日 - 2016年10月7日、テレビ愛知)
- アイドル New Year サミット 2016(2016年1月1日、フジテレビ) - 愛迫、佐野、太田
- こちょこちょ横丁 ♯20-♯24 (2016年2月3日 - 3月30日、kawaiianTV) 愛乙女★DOLL特集
- 発掘！ミラクルフォト (2016年2月21日 - 28日、TOKYO MX) - 愛迫、佐倉
- IDOL♡アカデミー(K・U・T )ノ爆 #1 (2016年4月19日、kawaiianTV)
- 珍種目No.1は誰だ！？ピラミッド・ダービー（2016年5月29日、TBS）- 吉橋
- アイドリーーーム！！ ♯76・♯77 (2016年7月10日・7月17日、kawaiianTV) MC：山田菜々
- ArcJewelの地上波始めました。（2016年10月3日 - 2017年9月25日、TOKYO MX）
- ドリームセブン（2016年10月18日 - 12月20日、千葉テレビ放送)毎週火曜日レギュラーコーナー「ラブリーチャレンジ！」
- IDOL♡アカデミー(K・U・T )ノ爆 #56 (2018年6月20日、kawaiianTV)
- 高田純次のぶらり！夜の盛り場はしご酒３（2019年9月29日、BS朝日）- 星凪
- バズリズム02 月間エンディングテーマ（2020年9月期、日本テレビ系）
- バズリズム02（2020年9月19日、日本テレビ系）歌ゲスト
- MIRAI系アイドルTV（2021年6月17日 - 2022年12月26日、TOKYO MX） - 準レギュラー

### 映画
- 謝罪の王様（2013年）

### 舞台
- 劇団TEAM-ODAC第23回本公演『僕らのピンク スパイダー』（2017年3月9日 - 20日、紀伊國屋ホール）- 愛迫、太田
- 演劇ユニット【爆走おとな小学生】第三回特別授業『ヲトメ噺〜女学生見聞録鍵奇譚〜』(2017年12月13日 - 12月17日、中目黒キンケロ・シアター）- 安藤、ハルナ
- 劇団TEAM－ODAC第27回本公演『小さな結婚式～いつか、いい風は吹く～（再演）』(2017年12月13日 - 12月17日、全労済ホール/スペース・ゼロ）- 愛迫
- 劇団TEAM-ODAC第28回本公演『猫と犬と約束の燈』(2018年2月7日 - 8日、10日、草月ホール) - 太田
- 劇団ToyLateLie ToyLateLie第５回本公演『雨音に消えた白』（2018年2月14日 - 18日、新宿シアターモリエール）- 愛迫
- 五反田タイガー4thStage『Casket〜深海から見える星〜』(2018年9月12日、14日 - 16日、草月ホール) - 愛迫、ハルナ
- 劇団ToyLateLie ToyLateLie第7回本公演『7×1』（2018年10月11日 - 14日、シアターグリーン BIG TREE THEATER）- 愛迫

### ラジオ
- アイドルジェネレーション（2012年5月3日～レギュラー出演中 、ラジオNIKKEI）
- STROBE NIGHT!（2011年9月14日、2012年3月28日、FM NACK5)
- IDOL ST@TION クロちゃん＆山ちゃんの春のアイドル放談～どうなる？何を推す？2013～（2013年4月4日、目黒FM) - 愛迫、岩崎、佐野
- クロちゃんのIDOL ST@TION（2013年8月8日、目黒FM) - 岩崎、佐野、都築
- クロちゃんのIDOL ST@TION プレゼンツ アイドル・裏スマステイション完全版！（2014年1月23日、目黒FM)
- 愛乙女★DOLLのオールナイトニッポンモバイル（2014年8月13日・20日、ニッポン放送)
- 劇団サンバカーニバル(2014年9月6日、FM-FUJI)-岩崎、愛迫、パーソナリティ：劇団ひとり
- 愛乙女★DOLLのワチャゴナ!ナイト!（2014年10月7日～2015年3月31日、FM FUJI）
- だめだめラジオ天使のお言葉(2014年10月7日、NHKラジオ第一) - 愛迫、岩崎
- 渋谷アイドル大学経済学部(2018年5月25日、8月24日、Shibuya cross FM) - 愛迫

### ネット配信
- 嫁コレアイドル (2013年8月16日先行配信、8月27日- 2014年3月31日)
- らぶどる★ちゃんねる（2013年11月12日 - 13日、テスト配信、2013年11月29日 - 12月18日、毎週金曜日、Ustream、メインMC・スパイシー）
- らぶけん☆ちゃんねる（2013年11月15日、テスト配信、2013年11月17日 - 12月27日、Ustream）
- 愛乙女★DOLL研究生ゼミナール（2013年2月18日～12月29日、隔週月曜日、押上WALLOP放送局）
- らぶ☆けんゼミナール（2014年1月25日、押上WALLOP放送局）
- 愛乙女★DOLLのLovely Showroom（2014年1月23日～ 毎月第１木曜日配信中、SHOWROOM）

### 雑誌
- ブブカ（BUBKA)2013年4月号 (2013年2月28日発売、白夜書房) -元AKB48研究生・現愛乙女☆DOLL佐野友里子インタビュー
- ウレぴあ Spring (2013年3月25日発売、ウレぴあ総研) -ネクストブレイクアイドル枠
- CD&DLでーた別冊「My Girl」vol.2 (2014年12月15日、KADOKAWA/エンターブレイン) - My Girls 愛迫
- GOOD ROCKS! Vol.57 (2014年12月24日、シンコーミュージック) - 愛迫、岩崎
- EX大衆 2015年 11月号 (2015年10月15日、双葉社) - ハルナのお部屋が公開
- FRUiTS別冊idp magazine  Vol.1 (2015年10月16日、ストリート編集室) - 太田、吉橋
- 月刊エンタメ 2016年7月号 (2016年5月30日、徳間書店) - 吉橋
- My Girl vol.13(2016年8月17日、KADOKAWA/エンターブレイン) - 太田
- ヤングアニマル（白泉社）

- 2016年22号(11月11日発売) - 太田が表紙
- 2017年9号(4月28日発売)～14号(7月14日発売)巻末企画連載 - 太田 
- 2017年No.15(7月28日発売) ～ No.24(12月08日発売)、太田が「グラ姫 a go go」として連載